# Thalassoica antarctica
Thalassoica antarctica е вид птица от семейство Procellariidae, единствен представител на род Thalassoica.

## Разпространение
Видът е разпространен в Антарктида, Аржентина, Австралия, Фолкландски острови, Чили и Южна Джорджия и Южни Сандвичеви острови.